# Pavlos Kagialis
Pavlos Kagialis (17 de julho de 1984) é um velejador grego, medalhista olímpico.

## Carreira

### Rio 2016
Pavlos Kagialis representou seu país nos Jogos Olímpicos de Verão de 2016, na qual conquistou medalha de bronze na classe 470, ao lado de Panagiotis Mantis. 